# 黃義交
黃義交（1953年3月12日—2022年10月17日），中華民國政治人物，中國國民黨籍，曾任駐美國代表處新聞秘書，1992年獲臺灣省政府主席宋楚瑜賞識邀請返國進入臺灣省政府。1998年因緋聞等事件降職後請辭，年底以無黨籍參選立法委員。當選後於2000年加入親民黨，代表親民黨及國親聯盟連任，任內推動許多法案，多次獲公民監督國會聯盟之認可。

## 生平

### 早年
黃義交出生於雲林縣，就讀臺灣省立虎尾高級中學。淡江大學教育資料科學系畢業（1975年）中國文化大學中美關係研究所碩士（1979年）。

### 外交官生涯
- 南非金山大學語文研究（1984年）
- 駐外國際新聞人員乙等特考及格
- 行政院新聞局駐華府新聞處二等秘書（1987年－1991年）
- 英国牛津大学外交官訓練所（1992年－1993年）
- 行政院新聞局國際處第一科科長（1994年）

### 臺灣省政府
黃義交的表現受到臺灣省政府主席宋楚瑜的讚賞。1992年，獲宋楚瑜邀請回國，在臺灣省政府擔任秘書處秘書。1994年，宋楚瑜在地方自治改制後當選省長。黃義交任內前後擔任臺灣省政府新聞處副處長、處長及發言人。

### 立法委員
1998年辭去臺灣省政府官職後，以無黨籍身分參選第四屆立法委員並當選，自此開始從政之路。
2000年，親民黨創立，被視為宋楚瑜心腹之一加入親民黨，曾任親民黨立法院黨團幹事長等要職。
2001年底，黃義交首度以親民黨籍競選，便以臺中市選舉區第一高票連任立法委員。2004年底，順利連任。
2007年因國親協議改披中國國民黨戰袍，並在2008年立法委員選舉中力挫普遍被看好的民主進步黨籍對手何敏豪而順利連任。
2011年，曾被維基解密爆出與多位國親聯盟立委向美國在台協會抱怨時任中華民國總統兼中國國民黨主席馬英九對親民黨及宋楚瑜趕盡殺絕，但本人並未證實。
2012年，以一萬餘票的差距敗於民進黨立委候選人林佳龍，無緣五連霸，黃義交因而結束長達四屆十三年的立委生涯，亦為該屆多位中箭落馬的國親聯盟立委之一。
2012年意外落選立委後，借重其四屆資深立委的經歷及國際視野，時任臺中市市長胡志強邀請擔任臺中市政府副秘書長，但就任前的8月31日因健康因素請辭，事後接受時報周刊專訪澄清，強調健康無恙，僅希望調養身體，未說明辭任詳情。2014年11月，睽違許久後一度露面支持胡志強挑戰四連霸市長，批評對手林佳龍在立委任內無建樹，不夠格選市長，並表示自己已經淡出政壇，轉戰商界，此後許久便未出現於鏡頭前。

### 逝世
2022年10月17日下午5時許，被發現於臺北市內湖區文德路自宅墜樓且已無呼吸心跳，經送三軍總醫院急救無效身亡，享壽69歲。

## 選舉紀錄
| 年度 | 選舉屆數           | 選舉區           | 所屬政黨   | 得票數 | 得票率 | 當選標記 | 備註 |
| ---- | ------------------ | ---------------- | ---------- | ------ | ------ | -------- | ---- |
| 1998 | 第四屆立法委員選舉 | 臺中市選舉區     | 無黨籍     | 27,229 | 7.45%  |          |      |
| 2001 | 第五屆立法委員選舉 | 臺中市選舉區     | 親民黨     | 61,948 | 14.32% |          |      |
| 2004 | 第六屆立法委員選舉 | 臺中市選舉區     | 親民黨     | 38,568 | 9.69%  |          |      |
| 2008 | 第七屆立法委員選舉 | 臺中市第三選舉區 | 中國國民黨 | 76,209 | 54.91% | 國親聯盟 |      |
| 2012 | 第八屆立法委員選舉 | 臺中市第六選舉區 | 中國國民黨 | 84,937 | 45.49% |          |      |

## 個人生活
黃義交感情生活多采多姿，曾和資深媒體人周玉蔻、名媛何麗玲同時交往，事件受到媒體關注。見報之後，當時擔任省府發言人的黃義交遭到降級處分，也和妻子離婚收場，但據稱，離婚後黃鄭二人仍是好友。